# Darik Radio
 (février 2019).
Si vous disposez d'ouvrages ou d'articles de référence ou si vous connaissez des sites web de qualité traitant du thème abordé ici, merci de compléter l'article en donnant les références utiles à sa vérifiabilité et en les liant à la section « Notes et références ».

Logo de la Darik Radio

Darik Radio (En Bulgare: Дарик радио) est une station de radio bulgare spécialisée dans les informations et les nouvelles de l'État bulgare. Il a été créé le 21 janvier 1993. Darik est cependant le plus grand réseau de radiodiffusion privée de Bulgarie. Il s’agit d’un vaste réseau de correspondants dans près de 20 pays d’Europe et d’Amérique du Nord. Un récent sondage a montré que Darik Radio était le poste préféré des habitants de la ville et de la classe moyenne.

## Histoire
Initialement, Darik était une radiodiffusion depuis la capitale Sofia et n'était entendue que par une petite fraction de la population. Il a rapidement gagné en popularité en raison de son intérêt pour l'information. En 1994, la radio a lancé un programme visant à devenir la première station de radio privée en Bulgarie. Dans les années qui ont suivi, Darik Radio a ouvert de nombreux bureaux dans d’autres villes et a couvert le pays de ses émetteurs. L'histoire de Darik Radio est celle du succès. Après des combats juridiques acharnés avec d'autres stations de radio concurrentes, Darik Radio a atteint son objectif ultime: obtenir le statut de première radio nationale privée en Bulgarie et le rester à ce jour. Le projet a coûté près de 1 million de dollars. La radio est disponible en ligne et via le satellite Intelsat.